# ليديا تشاكريان
ليديا تشاكريان (ولدت سنة 1959) فَنانة لبنانية، تَعيش في الولايات المتحدة الأمريكية مُنذ 2002.

## حياتُها
وُلدَت ليديا في بيروت في عام 1959 ولَديها خَلفِيَّة لبنانية أرمينية. حَصَلَت على دَرَجة الماجستير في الأكاديمية اللبنانية للفنون الجميلة في لبنان ثُمَّ ألقَت مُحاضرات في نفس الجامعة ابتداءً من عام 1989.
ومن 1996 إلى 1997، تَلَقَّت مِنحَة دراسية ثقافية فرنسية.
هاجَرَت إلى الولايات المتحدة الأمريكية في عام 2002.
تّعرِض لَوحاتُها الزيتية التعبيرية الكبيرة «نزاعات الوجود وتاريخ الحرب والثقافة والمشاعر الواعية والعاطفية للبشرية»
يَقع أستوديو ليديا في سانتا كلاريتا في مُقاطَعة لوس أنجلوس بكاليفورنيا.

## المعارض
المَعارض تتضمن:
- 1992, باريس.
- 2003, كاليفورنيا.
- 2004، فلوريدا، تكساس، كاليفورنيا.
- 2005, الصين, نيويورك.
- 2006, فرنسا, ألمانيا.
- 2009, فرنسا.
- 2010 ، جزيرة رود.

وقَد عَرَضَت ليديا أعمالَها في الصين وأمريكا وأوروبا ولبنان. و عََرَضت أيضاً أعمالاً للاحتفال بالذكرى المئوية للإبادة الجماعية للأرمن.